# Pedro Zerbini
Pedro Zerbini (* 9. Dezember 1988) ist ein ehemaliger brasilianischer Tennisspieler.

## Karriere
Pedro Zerbini spielt hauptsächlich auf der ATP Challenger Tour und der ITF Future Tour. Er feierte bislang einen Einzel- und einen Doppelsieg auf der Future Tour. Sein Debüt auf der ATP World Tour gab er im Februar 2013 bei den Brasil Open, wo er in der Doppelkonkurrenz zusammen mit Marcelo Demoliner eine Wildcard erhielt und in der ersten Runde des Hauptfeldes etwas überraschend gegen Daniel Gimeno Traver und Albert Ramos Viñolas mit 6:4, 7:5 gewann, ehe im Viertelfinale gegen das an 3 gesetzte Doppel František Čermák und Michal Mertiňák das Aus durch eine 4:6, 6:7 (5:7) Niederlage kam.